# Liste der Bodendenkmäler in Thanstein
Auf dieser Seite sind die Bodendenkmäler in der Oberpfälzer Gemeinde Thanstein zusammengestellt. Diese Tabelle ist eine Teilliste der Liste der Bodendenkmäler in Bayern. Grundlage ist die Bayerische Denkmalliste, die auf Basis des Bayerischen Denkmalschutzgesetzes vom 1. Oktober 1973 erstmals erstellt wurde und seither durch das Bayerische Landesamt für Denkmalpflege geführt wird. Die folgenden Angaben ersetzen nicht die rechtsverbindliche Auskunft der Denkmalschutzbehörde.

## Bodendenkmäler der Gemeinde Thanstein

### Bodendenkmäler in der Gemarkung Berg
| Lage            | Objekt                              | Akten-Nr.     | Bild |
| --------------- | ----------------------------------- | ------------- | ---- |
| Berg (Standort) | Frühneuzeitliche Wüstung Dannmühle. | D-3-6640-0126 |      |
| Berg (Standort) | Mesolithische Freilandstation.      | D-3-6641-0016 |      |

### Bodendenkmäler in der Gemarkung Dautersdorf
| Lage                   | Objekt | Akten-Nr.     | Bild           |
| ---------------------- | --- | ------------- | -------------- |
| Dautersdorf (Standort) | Mittelalterlicher Burgstall Alter Thanstein. Siehe auch: Burgstall Altenthanstein | D-3-6640-0010 | weitere Bilder |
| Dautersdorf (Standort) | Siedlung vor- und frühgeschichtlicher Zeitstellung oder mittelalterliche Wüstung. | D-3-6640-0039 |                |
| Dautersdorf (Standort) | Archäologische Befunde des Mittelalters und der frühen Neuzeit im Bereich der Katholischen Filialkirche St. Ägidius in Dautersdorf, darunter die Spuren von Vorgängerbauten bzw. älterer Bauphasen. Siehe auch: St. Ägidius (Dautersdorf) | D-3-6640-0119 |                |

### Bodendenkmäler in der Gemarkung Kulz
| Lage            | Objekt | Akten-Nr.     | Bild |
| --------------- | --- | ------------- | ---- |
| Kulz (Standort) | Untertägige Befunde des abgegangenen frühneuzeitlichen Schlosses und mittelalterlichen Adelssitzes in Kulz. | D-3-6540-0105 |      |

### Bodendenkmäler in der Gemarkung Pillmersried II
| Lage                       | Objekt                      | Akten-Nr.     | Bild |
| -------------------------- | --------------------------- | ------------- | ---- |
| Pillmersried II (Standort) | Mittelalterlicher Erdstall. | D-3-6641-0015 |      |

### Bodendenkmäler in der Gemarkung Thanstein
| Lage                 | Objekt | Akten-Nr.     | Bild |
| -------------------- | --- | ------------- | ---- |
| Thanstein (Standort) | Siedlung vor- und frühgeschichtlicher Zeitstellung oder mittelalterliche Wüstung. | D-3-6640-0040 |      |
| Thanstein (Standort) | Archäologische Befunde im Bereich der mittelalterlichen Burgruine Thanstein. Siehe auch: Burg Thannstein | D-3-6640-0121 |      |
| Thanstein (Standort) | Archäologische Befunde der frühen Neuzeit im Bereich der Katholischen Pfarrkirche St. Johannes Baptist in Thanstein, darunter die Spuren von Vorgängerbauten bzw. älterer Bauphasen. Siehe auch: St. Johannes Baptist (Thanstein) | D-3-6640-0122 |      |
| Thanstein (Standort) | Archäologische Befunde der frühen Neuzeit im Bereich des ehemaligen Schlosses von Thanstein. Siehe auch: Schloss Thanstein | D-3-6640-0123 |      |
| Thanstein (Standort) | Untertägige Befunde der abgegangenen mittelalterlichen Kirche St. Peter in Hebersdorf. Siehe auch: St. Peter (Hebersdorf) | D-3-6640-0125 |      |